# Leon Rupnik
Leon Rupnik, född 10 augusti 1880 i Nova Gorica, död 4 september 1946 i Ljubljana, var en slovensk general som dömdes till döden och avrättades efter andra världskriget för sitt samarbete med nazisterna.